# Timandra extrema
Timandra extrema là một loài bướm đêm trong họ Geometridae.